# 热苏伊塔斯
热苏伊塔斯是巴西巴拉那州的一个市镇。总面积247.496平方公里，总人口8948人，人口密度36.2人/平方公里。